# Thierry Bricaud
Thierry Bricaud, né le 8 novembre 1969, est un coureur cycliste et directeur sportif français. Devenu directeur sportif en 1998 dans l'équipe amateur Vendée U, il a ensuite dirigé les équipes professionnelles Bonjour et Brioches La Boulangère. Il exerce cette fonction depuis 2006 au sein de l'équipe FDJ-BigMat devenue par la suite FDJ.

## Palmarès
- 1987
  - Flèche Plédranaise
- 1989
  - 2e du Tour de Loire-Atlantique
- 1991
  - 7e étape de la Course de la Paix
  - Jard-Les Herbiers
  - 2e de Bordeaux-Saintes
  - 2e du Circuit de la vallée de la Loire
- 1992
  - 2e du Souvenir Louison-Bobet
  - 2e du Circuit de Vendée
  - 2e de Tarbes-Sauveterre
- 1993
  - Trois Jours des Mauges
  - 2e du Circuit du Bocage vendéen
- 1994
  - 3e du Grand Prix de Montamisé
  - 3e du Tour de Loire-Atlantique
- 1995
  - Ronde du Pays basque
  - 4eb étape des Quatre Jours de l'Aisne
  - 5e étape de la Mi-août bretonne
  - Tour de Vendée amateurs
  - 3e de Paris-Roubaix amateurs
- 1996
  - Tro Bro Leon
  - 2e de la Ronde du Pays basque
  - 2e du Grand Prix de Beuvry-la-Forêt
  - 3e du Circuit de la vallée de la Loire